# Барбезьё, Шарль де Ларошфуко
Шарль де Ларошфуко (фр. Charles de La Rochefoucaud; 1520 — 15 июня 1583), сеньор де Барбезьё — французский государственный и военный деятель.

## Биография
Второй сын Антуана де Ларошфуко, сеньора де Барбезьё, и Антуанетты д'Амбуаз.
Сеньор де Линьер, Мейян, Прёйи, Шарантон и Ле-Блан в Берри.
Штатный дворянин Палаты короля, капитан пятидесяти тяжеловооруженных всадников.
20 июля 1532 назначен губернатором Иль-де-Франса, затем 12 марта 1533 губернатором Парижа.
После смерти старшего брата Жильбера в 1544 году стал великим сенешалем Гиени. 14 июня 1553 разделил владения с братом Антуаном, сеньором де Шомон-сюр-Луар.
В 1568 году назначен генеральным наместником Шампани и Бри.
Пожалован в рыцари ордена Святого Духа при учреждении этой награды 31 декабря 1578.
По словам Пуллена де Сен-Фуа, Генрих III, обсуждая награждение сеньора де Барбезьё, потребовал его послужной список, после чего сказал: «Я вижу тут одни осады и битвы, в которых вы участвовали при моих отце и деде». «Сир, — ответил ему Ларошфуко, — мы бились тогда против испанцев и англичан, а с кем мы сражались с тех пор? Что за битвы, что за враги были при Сен-Дени, Дрё, Жарнаке, Монконтуре? Я там видел восемьдесят тысяч французов, разделившихся на две армии, во главе с самыми храбрыми и умелыми лидерами Европы, бросающихся одни на других, чтобы прирезать. Можно ли поставить в один ряд со своей службой резню собственных родственников, друзей, соотечественников!»

## Семья
Жена (контракт 1.12.1545): Франсуаза Шабо, дочь Филиппа Шабо, графа де Бюзансе, адмирала Франции, и Франсуазы де Лонгви, графини де Бюзансе и де Шарни
Дети:
- Франсуаза, дама де Барбезьё. Муж (контракт 21.01.1578): маркиз Клод д'Эпине
- Антуанетта (ум. 5.05.1627), дама де Линьер. Муж (19.02.1577): Антуан де Бришанто (1552—1617), маркиз де Нанжи, адмирал Франции
- Шарлотта (ум. после 1603), дама де Вандёвр. Муж (контракт 8.11.1589): Франсуа де Бар (ум. после 1603), сеньор де Нёви-Баннегон в Бурбонне